# Comil Svelto Midi
O Svelto Midi é um modelo de carroceria de ônibus fabricada pela Comil Carrocerias e Ônibus desde 2009. É destinada ao segmento de "Midis", sendo projetado para o transporte de pessoas para pequenas e médias distâncias e ao fretamento.
Assim como os demais "midis" em fabricação no mercado, o "Svelto Midi" segue os conceitos de durabilidade e baixo custo operacional. Alguns chassis sobre os quais o Svelto Midi foi fabricado são o Mercedes-Benz OF-1418 e Volkswagen 15-190 EOD. Atualmente é fabricado com os novos motores Volkswagen 15-190 OD (Novo Euro V) e Mercedes-Benz OF-1519 (Novo Bluetec 5), ambas sucessores dos motores anteriores.
Com sua segunda geração (2013-presente), está presente no sistema de transporte seletivo da cidade do Rio de Janeiro, no transporte urbano de São Paulo (especialmente na SPTrans em cooperativas) e em outros estados brasileiros.
Uma edição estilo Intercity também é produzida a partir do modelo Versátile Midi.

## Modelos produzidos
Atuais
- Svelto Midi II (2013 - atualmente)

Descontinuados
- Svelto Midi (2009-2013)